# Nút giao thông sân bay Gimpo
Nút giao thông sân bay Gimpo (Tiếng Hàn: 김포공항 나들목, 김포공항IC) còn được gọi là Sân bay Gimpo IC là nút giao thông của Đường cao tốc Sân bay Quốc tế Incheon, chạy qua Jeonho-ri, Gochon-eup, Gimpo-si, Gyeonggi-do; Haya-dong, Gyeyang-gu, Incheon và Gaehwa-dong, Gangseo-gu, Seoul. Lối vào và lối ra của nút giao thông tiếp xúc với Banghwa 2-dong, Gangseo-gu, Seoul theo hướng Sân bay Quốc tế Gimpo.

## Lịch sử
- 21 tháng 11 năm 2000: Bắt đầu hoạt động với việc khai trương Đường cao tốc Sân bay Quốc tế Incheon[1]

## Thông tin cấu trúc
- Vị trí: Jeonho-ri, Gochon-eup, Gimpo-si, Gyeonggi-do, Haya-dong, Gyeyang-gu, Incheon và Gaehwa-dong, Gangseo-gu, Seoul

## Lối vào nút giao thông
- Quốc lộ 48 (Gaehwadong-ro)
- Yangcheon-ro
- Kết nối gián tiếp: Quốc lộ 39 (Sử dụng Beolmal-ro, Gaehwadong-ro), Vành đai Nambu (Sử dụng Giao lộ Lối vào Sân bay Gimpo)

## Thông tin lân cận
- Sân bay Quốc tế Gimpo
- Ga Sân bay Quốc tế Gimpo: ● Tuyến 5, ● Tuyến 9, ● Gimpo Goldline, ● Tuyến Seohae
- Ga Gaehwasan: ● Tuyến 5
- Ga Gaehwa: ● Tuyến 9